# جديدة أبو الظهور
جديدة أبو الظهور قرية سورية تتبع ناحية أبو الظهور في منطقة مركز إدلب في محافظة إدلب. بلغ عدد سكانها 1317 نسمة في عام 2004 حسب إحصاء المكتب المركزي للإحصاء.